# أوسكار كارلسون
أوسكار كارلسون (بالسويدية: Oscar Karlsson)‏ هو لاعب كرة قدم سويدي، ولد في 23 يناير 1992 في السويد. لعب مع غيفلي.

## وصلات خارجية
- أوسكار كارلسون على موقع اتحاد السويد (السويدية)
- أوسكار كارلسون على موقع قاعدة بيانات كرة القدم.إي يو (الإنجليزية)
- أوسكار كارلسون على موقع Soccerway.com (الإنجليزية)